# Mihályvári-Farkas Viktória
Mihályvári-Farkas Viktória (Budapest, 2003. november 26. –) kétszeres Európa-bajnok magyar úszónő.

## Sportpályafutása
2018 júniusában 1500 m gyorson negyedik lett az ifjúsági Európa-bajnokságon. Szeptemberben a magyar váltó tagjaként 4 × 1250 méteres távon lett aranyérmes az Eilatban rendezett junior nyílt vízi úszó-világbajnokságon.
A Ferencváros színeiben úszó sportolónő a 2019 júliusában Kazanyban rendezett junior úszó-Európa-bajnokságon 400 méter vegyesen ezüstérmes, 1500 méter gyorsúszásban bronzérmes, 800 méteren negyedik volt. Az egy hónappal később a Duna Arénában megrendezett junior-világbajnokságon 400 vegyes és 800 méter gyorsúszásban egy 6. és egy 5. helyet szerzett, 1500 méteres gyorsúszásban ugyancsak 5. lett.
2020 októberében a hosszútávú medencés magyar bajnokságon 5 kilométeren nem hivatalos magyar csúcsot (57:00.22) ért el. A 2021 márciusában rendezett országos bajnokságon 1500 méter gyorson felnőtt bajnoki címet nyert, 16:27,22-es idejével pedig olimpiai A-szintet úszott. 2021 májusában a koronavírus-járvány miatt egy évvel elhalasztott, és Budapesten megrendezésre kerülő Európa-bajnokságon 400 méteres vegyesúszásban másodikként végzett Hosszú Katinka mögött.
A tokiói olimpián 400 méteres vegyesúszásban döntőbe jutott, ahol a 6. helyen végzett. 1500 méteres gyorsúszásban 12. helyen végzett. A 2021-es rövid pályás úszó-Európa-bajnokságon Burián Katalin pozitív koronavírus tesztet produkált, Mihályvári-Farkas pedig közeli kontaktszemélyként nem állhatott rajtkőre a versenyen.
A 2022-es úszó-Európa-bajnokságon 400 méteres vegyesúszásban aranyérmet szerzett.
A 2023-as úszó-világbajnokságon 1500 méteres gyorsúszásban 19., 400 méteres vegyesúszásban 10. helyen végzett.
A 2025-ös Európa-bajnokságon csapatban (Betlehem Dávid, Fábián Bettina, Rasovszky Kristóf) aranyérmes lett, csakúgy, mint a 10 km-es versenyszámban.
A 2025-ös úszó-világbajnokságon az 5 km-es távon 7. helyen végzett, a csapatvsenyben (Fábián Bettina, Rasovszky Kristóf, Betlehem Dávid) pedig bronzérmet szerzett.

## Magyar bajnokság
|                     | 2017 | 2018 | 2019 | 2020 | 2021 | 2023 | 2024 |
| ------------------- | ---- | ---- | ---- | ---- | ---- | ---- | ---- |
| 800 m gyors         |      |      | 4.   | 2.   | 2.   | 6.   | 4.   |
| 1500 m gyors        | 7.   | 6.   | 4.   | 2.   | 1.   | 1.   | 1.   |
| 200 m pillangó      |      |      |      |      | 7.   |      |      |
| 400 m vegyes        |      | 8.   | 5.   | 2.   | 2.   | 4.   | 3.   |
| 4 × 200 m gyors     |      |      | 1.   |      | 6.   | 2.   | 5.   |
| 4 × 100 m vegyes    |      | 6.   | 4.   |      | 6.   |      |      |
| mix 4 × 100 m gyors |      |      |      |      |      | 3.   |      |

## Díjai, elismerései
- Az év magyar úszója: 2022[20]